# Aethomys silindensis
Aethomys silindensis је врста глодара из породице мишева (лат. Muridae). 

## Распрострањење
Ареал врсте је ограничен на једну државу. Зимбабве је једино познато природно станиште врсте, а Мозамбик непотврђено.

## Станиште
Станиште врсте су шуме. 

## Угроженост
Подаци о распрострањености ове врсте су недовољни.